# Campo Menonita Número Nueve
Campo Menonita Número Nueve är en ort i Mexiko.   Den ligger i kommunen Hopelchén och delstaten Campeche, i den östra delen av landet, 1 000 km öster om huvudstaden Mexico City. Campo Menonita Número Nueve ligger 85 meter över havet och antalet invånare är 163.
Terrängen runt Campo Menonita Número Nueve är platt. Runt Campo Menonita Número Nueve är det mycket glesbefolkat, med 2 invånare per kvadratkilometer. Närmaste större samhälle är El Temporal Cinco, 16,9 km sydväst om Campo Menonita Número Nueve. I omgivningarna runt Campo Menonita Número Nueve växer i huvudsak städsegrön lövskog.